# Refugiados judíos

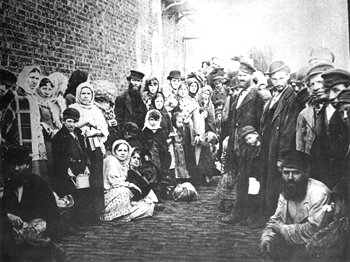
Refugiados judíos en Liverpool escapando del pogromo impuesto en el Imperio ruso en 1882.

En el curso de la historia, poblaciones judías han sido expulsadas o condenadas al ostracismo por varias autoridades y han pedido asilo político o humanitario por causa del antisemitismo numerosas veces. Los artículos la Historia de antisemitismo y Cronología del antisemitismo contienen más detallados informes acerca de las hostilidades antijudías, en tanto que la Historia judía y la Cronología de la historia judía perfilan una más amplia perspectiva. Después de su establecimiento en 1948, el Estado de Israel se convirtió en un espacio seguro para los refugiados judíos, así como un destino ideal para la inmigración voluntaria judía.

## Lista parcial de acontecimientos que originaron las principales corrientes de refugiados judíos
722 a. C.Cautividad de Nínive. Los asirios conducidos por Salmanasar V conquistaron el Reino de Israel (del Norte) y enviaron a los israelitas en cautiverio a Khorasan. Comienza el mito de las tribus perdidas (diez de las doce Tribus de Israel).
597 a. C.Cautividad de Babilonia. Duró hasta el año 537 a. C., cuando los persas, que habían conquistado Babilonia dos años antes, se comprometieron a devolver a los judíos a sus lugares de origen y reconstruir Jerusalén y su Templo.
70Derrota de la primera guerra judeo-romana. Grandes contingentes de judíos fueron vendidos como esclavos y dispersados por el Imperio romano, muchos escaparon.
135Derrota de la rebelión de Bar Kojba. El emperador Adriano expulsó cientos de miles de judíos de Judea, borró el nombre de los mapas, lo reemplazó por Siria Palestina y prohibió que los judíos pusieran el pie en Jerusalén.

415
Expulsión de los judíos de Alejandría por parte de San Cirilo de Alejandría.
Siglo VIIIslamización de Arabia. Mahoma expulsó las tribus judías Banu Qainuqa y Banu Nadir de Medina (la presencia de tribus judías junto a las árabes en la zona se remontaba a la Antigüedad). La tribu Banu Qurayza fue aniquilada y el asentamiento judío de Khaybar fue saqueado.
1095-mediados del siglo XIIILas Cruzadas destruyeron cientos de comunidades judías en Europa y en el Oriente Medio, incluyendo la de Jerusalén.
Mediados del siglo XIIEn Al-Ándalus (la España musulmana), la invasión de los almohades pone fin a la edad de oro de la cultura judía en España, ya afectada por la masacre de Granada de 1066. La mayor parte de las comunidades judías andalusíes se refugiaron en los reinos cristianos del norte o sobre todo en Marruecos, como el destacado intelectual Maimónides.
Siglos XII al XIVReino de Francia. La práctica de expulsar a los judíos acompañada por la confiscación de sus propiedades, seguida de readmisiones temporales por rescates, fue usada para enriquecer la corona: expulsiones de París por Felipe II de Francia en 1182, Expulsión de los judíos de Francia por Luis IX en 1254, por Carlos IV en 1322, por Carlos V en 1359, por Carlos VI en 1394.
1290Expulsión de los judíos de Inglaterra. El Rey Eduardo I, que ya los había expulsado de Gascuña en 1287, publicó el Edicto de Expulsión para todos los judíos de Inglaterra. Se mantuvo teóricamente en vigor hasta 1657, en que fue derogado por Oliver Cromwell durante la Mancomunidad.
1348La Peste Negra suscitó toda clase de atribuciones de culpa: Los judíos europeos fueron acusados envenenar los pozos o simplemente de atraer la cólera divina. Muchos de los que sobrevivieron a la epidemia y a los pogromos posteriores fueron expulsados o escaparon. En España, tras la revuelta antijudía de 1391, el gran número de conversiones más o menos forzadas al cristianismo originó una problemática coexistencia de comunidades judías, cristianas nuevas y cristianas viejas.
1492Expulsión de los judíos de España. Los Reyes Católicos Fernando de Aragón e Isabel de Castilla emitieron el Edicto de Granada, Decreto de la Alhambra o Edicto General de Expulsión de los judíos de España (aprox. 200.000). Un año después se aplicó en Sicilia (1493, aprox. 37.000). El problema converso continuó durante todo el Antiguo Régimen, en algunos casos intensificado (chuetas en Mallorca), y confiado su control y represión a la Inquisición española. No se volvieron a producir salidas masivas, sino emigraciones individuales (hacia los Países Bajos, el norte de África o el Imperio Otomano), donde algunos retomaban públicamente la religión judía.
1496Expulsión de los judíos de Portugal. El rey Manuel I de Portugal, presionado por los Reyes Católicos, establece una medida similar.

#### 1498
Expulsión de los judíos de Navarra. Catalina I de Navarra y su esposo Juan III de Albret ordenan la expulsión de los judíos de sus dominios.   
1654La caída de la colonia holandesa de Recife en Brasil ante los portugueses incitó al primer grupo de judíos para escapar a Norteamérica (las Trece Colonias).
1648-1654Cosacos ucranianos y campesinos conducidos por Bohdan Jmelnitski destruyeron cientos de comunidades judías. Ucrania fue anexionada por el Zarato ruso, donde oficialmente no se permitía la existencia de judíos.
1744-años 1790Las reformas de Federico II de Prusia y los reyes de Austria José II y María Teresa atrajeron contingentes judíos a zonas empobrecidas de sus reinos. 
1881-1884, 1903-1906, 1914-1921Repetidas oleadas de pogromos por toda Rusia provocaron una emigración judía masiva a América (más de dos millones de judíos rusos emigraron en el período 1881-1920). Durante la Primera Guerra Mundial aproximadamente 250.000 judíos fueron transferidos de Rusia occidental.
1935-1945La persecución nazi culminó en el Holocausto del pueblo judío en Europa. El Mandato Británico de Palestina prohibió la inmigración judía a la Tierra de Israel. La Conferencia de Bermudas, la Conferencia de Evian y otras tentativas fallaron para resolver el problema de los refugiados judíos, un hecho extensamente usado en la propaganda Nazi. 
1948-1958Éxodo judío de países árabes. El conjunto de la población judía en el Gran Oriente Medio (excluyendo Israel) de aproximadamente 900.000 almas en 1948 se redujo a menos de 8.000. Algunas de estas comunidades tenían más de 2.500 años en el lugar. Israel absorbió a aproximadamente a 600.000 de estos refugiados, muchos de estos refugiados temporalmente fueron instalados en ciudades de tiendas llamadas Ma'abarot. Estos refugiados tarde o temprano fueron absorbidos en la sociedad israelí. El último Maabará fue desmontado en 1958. Los refugiados judíos no tenían ninguna ayuda del UNRWA. 
Años 1960-1999La persecución patrocinada por el estado en la Unión Soviética incitó a más de un millón de judíos soviéticos a emigrar a Israel, 250 000 a los Estados Unidos con el estatus de refugiado", y otros 100 000 a Alemania.
1984: Operación Moisés. 1991: Operación Salomón. Operaciones israelíes de rescate de tribus de judíos etíopes. Ver premiado film "Ser digno de ser".